# Bratoljub
Bratoljub (in serbo Братољуб?) è un ponte costruito tra il 2015 e il 2017 sul fiume Drina e collega la Serbia con la Repubblica Serba di Bosnia ed Erzegovina.
Il ponte collega i comuni di Bratunac (Repubblica Serba di Bosnia ed Erzegovina) e di Ljubovija (Serbia). 
Il nome Bratoljub nasce dall'unione delle lettere iniziali di Bratunac e Ljubovija Brat - Ljub, ma Bratoljub significa anche in Serbo "colui che ama suo fratello".

## Storia
La firma del protocollo di cooperazione fra i due ministeri dei traspoeti risale al 2013, la costruzione del ponte sul fiume Drina iniziò nell'ottobre del 2015 e venne completata nel maggio del 2017.
A dispetto delle grandi aspettative nei confronti di questa infrastruttura che avrebbe permesso un transito agevole fra i due paesi accorciando il percorso stradale di circa 80 km la sua apertura avvenne in sordina, senza cerimonie né comunicati pubblici. Le delegazioni dei due paesi si sono limitate alla firma del documento di accettazione tecnica della costruzione.
Secondo il protocollo iniziale la Serbia avrebbe dovuto finanziare l'intero ponte e la strada di accesso da Ljubovija, la Federazione di Bosnia ed Erzegovina avrebbe dovuto costruire il valico di frontiera presso il comune di Bratunac e Repubblica Serba di Bosnia ed Erzegovina la strada di accesso al valico.
Nel 2017 queste ultime due opere risultavano però ancora incomplete o mancanti a causa di contrasti interni fra diverse autorità della Federazione di Bosnia ed Erzegovina e della Repubblica Serba di Bosnia ed Erzegovina e quindi il ponte di fatto, non è stato mai aperto al transito.
L'appalto per i lavori di costruzione del valico è stato indetto nel febbraio 2019 e nell'aprile del 2020 i lavori sono iniziati. La durata prevista dei lavori è di 350 giorni.

## Caratteristiche tecniche
Il ponte è lungo 227 metri, largo 14 metri e poggia su otto colonne portanti, di cui quattro dentro il fiume Drina (due sul territorio della Serbia e due sul territorio della Repubblica Serba di Bosnia ed Erzegovina. 
È dotato di una corsia per ogni senso di marcia, due piste pedonali, una per ogni senso, e due piste ciclabili, anch'esse una per ogni senso di marcia.